# Bensergao
Bensergao (en chleuh: ⴰⵙⵙⵔⴳⴰⵡⵏ Assergaoun ou Bou Sergao) est une ancienne municipalité qui a été absorbée par la ville d'Agadir en 2003. Initialement devenue commune urbaine en 1992, cette commune était peuplée de 39 289 habitants comprenant 8 254 ménages en 1994.
Avant de devenir commune urbaine, elle était intégré à l'ancienne commune rurale d'Aït Melloul qui comprenait à l'époque dans son sein cinq centres urbains dont Bensergao. Sa population avait connu, de 1971 à 1982, une hausse de population, passant de 6 621 à 13 514 habitants alors que Bensergao était toujours considéré comme un centre urbain.